# Институт гидробиологии НАН Украины
Институт гидробиологии НАН Украины — ведущий украинский научный центр исследований пресноводных экосистем, проводит исследования в области гидроэкологии, гидробиологии, ихтиологии, биотехнологий, радиобиологии.
Институт создан в 1939 году на основе Днепровской биологической станции, которая существовала в Киеве с 1909 года.
Сначала находился на ул. Владимирской, 44 (до 1984 года); в настоящее время расположен на пр. Владимира Ивасюка, 12.
Основные направления научной работы:
- изучение биоразнообразия и механизмов функционирования пресноводных экосистем,
- изучение процессов миграции, трансформации и биологического воздействия на гидробионтов радионуклидного и химического загрязнения водоёмов,
- разработка научных методов оценки и прогнозирования состояния ихтиофауны в различных водоёмах,
- разработка эколого-биологических основ культивирования гидробионтов.

С 1965 года институт издаёт «Гидробиологический журнал», публикующий статьи по гидробиологии и смежным дисциплинам.

## Структура
В состав института входит восемь научных отделов:
- Гидрохимии,
- Экологии водоёмов,
- Экологической физиологии водных растений,
- Экологической физиологии гидробионтов и биотехнологии,
- Экотоксикологии,
- Ихтиологии и экологии речных систем,
- Санитарной гидробиологии,
- Пресноводной радиоэкологии

и пять лабораторий:
- Биологии размножения рыб,
- Гидроэкологических проблем Дуная,
- Гидрологии и управления водными экосистемами,
- Гидропаразитологии,
- Технической гидробиологии.

Институту принадлежат Белоцерковская и Лютежская экспериментальные гидробиологические станции и три научно-исследовательских корабля.
При институте действует учёный совет по защитам и аспирантура, специальности 03.00.17 — «гидробиология» и 03.00.10 — «ихтиология».

## Директора института
- 1939—1959 — Я. В. Ролл,
- 1959—1973 — А. В. Топачевский,
- 1974—1975 — Л. А. Сиренко,
- 1975—1979 — В. И. Малюк,
- 1979—2016 — В. Д. Романенко,
- С 2016 г. — С. А. Афанасьев.